# بنجامین استودرت
بنجامین استودرت، (به انگلیسی: Benjamin Stoddert)، نخستین وزیر دریاداری ایالات متحده (زاده ۱۷۵۱- در گذشته ۱۳ دسامبر ۱۸۱۳) بود. او از ۱ می ۱۷۹۸ تا ۳۱ مارس ۱۸۰۱ در دولت جان آدامز وزیر دریاداری بود.
استودرت در ۱۷۵۱ در شهرستان چارلز در ایالت مریلند زاده شد. پدر وی کاپیتان توماس استودرت بود و در دانشگاه پنسلوانیا تحصیل کرد.